# Hombardi, Haveri
Hombardi là một làng thuộc tehsil Haveri, huyện Haveri, bang Karnataka, Ấn Độ.